# Eduardo Duhalde
Eduardo Alberto Duhalde Maldonado (sinh ngày 5 tháng 10 năm 1941) là cựu tổng thống Argentina từ năm 2002 đến năm 2003.
Duhalde sinh ra tại Lomas de Zamora, thuộc Vùng đô thị Buenos Aires. Ông tốt nghiệp ngành luật năm 1970. Năm 1987, ông đã trở thành đại biểu Đại hội Quốc dân Argentina và trở thành Phó tổng thống dưới thời Carlos Menem từ năm 1989 đến khi ông từ chức năm 1991. Năm 1991, ông đã giành chiến thắng nhiệm kỳ đầu trong hai nhiệm kỳ làm thống đốc Buenos Aires.

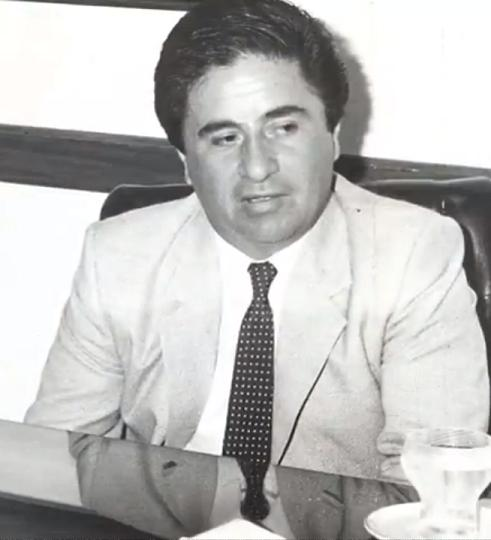
Eduardo Duhalde vào năm 1974

Ông tranh cử chức tổng thống năm 1999, sau khi Carlos Menem đã thất bại trong việc chạy đua thêm một nhiệm kỳ thứ ba, nhưng ông lại bị Fernando de la Rúa đánh bại. Duhalde xếp thứ hai với 37% phiếu bầu. Sau khi Rúa từ chức do cuộc khủng hoảng kinh tế và các cuộc bạo loạn tháng 12 năm 2001, Duhalde đã được Quốc hội bổ nhiệm làm Tổng thống Argentina vào ngày 2 tháng 1 năm 2002 trong một loạt các sự kiện mơ hồ mà nhiều người cho là một âm mưu.